# NGC 76

NGC 76

NGC 76 هي مجرة محدبة تبعد حوالي 325 مليون سنة ضوئية تقع في كوكبة المرأة المسلسلة. تم اكتشافها من قبل غيوم بيغوردان من فرنسا في عام 1884 وقدرها الظاهري 13.1.

## وصلات خارجية
- NGC 76 على موقع ويكي سكاي: DSS2, SDSS, GALEX, IRAS, Hydrogen α, X-Ray, Astrophoto, Sky Map, Articles and images